# 세라 아타르
세라 아타르(아랍어: سارة عطار, 영어: Sarah Attar, 1992년 8월 27일 ~ )는 사우디아라비아, 미국의 육상 선수이다. 2012년 런던 하계 올림픽에 참가했으며 사우디아라비아 역사상 최초로 올림픽에 참가한 2명의 여자 선수 가운데 한 사람이기도 하다. 또한 2016년 리우데자네이루 하계 올림픽 마라톤에도 참가했다.
아타르는 평생을 미국에서 살았지만 아버지가 사우디아라비아에서 태어났기 때문에 미국-사우디아라비아 이중 국적을 갖고 있다. 그는 표준 올림픽 예선 시간을 채우지 않았음에도 불구하고 국제 올림픽 위원회(IOC)의 초청을 통해 올림픽에 참가했다.

## 생애 초반과 교육
아타르는 미국 캘리포니아주 에스콘디도에서 태어나서 성장했다. 그의 어머니인 주디는 캘리포니아주 출신으로 미국 국적을 갖고 있다. 그의 아버지인 아메르는 사우디아라비아 국적을 갖고 있는데 미국에서 대학을 다녔고 1984년에 어머니와 결혼했다. 따라서 그는 미국-사우디아라비아 이중 국적을 갖고 있다. 2010년에는 에스콘디도에 위치한 에스콘디도 고등학교를 졸업했는데 학교에서 크로스컨트리 달리기 선수로 활동했다.
그는 캘리포니아주 로스앤젤레스군 말리부 인근에 위치한 기독교 대학교인 페퍼다인 대학교에 재학했는데 렉스 해밀턴 메모리얼 아트 장학금을 받고 스튜디오 아트에서 학사 학위를 받았다. 아타르는 남아프리카 공화국의 축구 선수인 록샌 바커 등과 함께 2012년 런던 하계 올림픽에 참가한 페퍼다인 대학교 출신 선수 8명 가운데 한 사람이다. 그는 2012년 3월에 미국에서 열린 2차례의 대학 육상 선수권 대회에서 페퍼다인 대학교 대표로 출전했다. 캘스테이트 풀러턴 벤 브라운 인비테이셔널 1500m에서는 5분 30.51초로 12위를 기록했고 스프링 브레이크 인비테이셔널 3000m에서는 11분 37.41초로 29위를 기록했다.
그는 2014년에 페퍼다인 대학교를 졸업하고 풍경 사진 작가가 되었다. 2015년에는 캘리포니아주 매머드레이크로 이주하여 자신의 코치인 앤드루 캐스터의 부인인 디나 캐스터를 포함한 장거리 육상 선수들과 함께 풀타임 훈련을 가졌다. 평생을 미국에서 살았던 그는 아랍어를 할 줄 몰랐지만 1년에 1번 정도는 친척들을 방문하기 위해 사우디아라비아를 여행했다.

## 육상 선수 경력

### 사우디아라비아 국가대표
아타르는 2012년 런던 하계 올림픽에서 처음으로 참가한 사우디아라비아의 여자 선수 2명 가운데 한 사람이다. 그와 함께 대회에 참가한 사우디아라비아의 여자 선수는 유도 선수인 우즈단 샤헤르카니였다.
사우디아라비아 올림픽 위원회는 2012년 6월 이전까지만 해도 사우디아라비아의 여자 선수들이 올림픽에 참가하는 것을 금지했지만 국제 올림픽 위원회(IOC)는 사우디아라비아가 여자 선수들의 올림픽 참가를 허용하지 않으면 올림픽에 참가하지 못하게 하겠다고 위협했다. 궁극적으로 사우디아라비아 정부는 스포츠와 여성 권리 운동가들로부터 여성을 포함시키지 않으면 가능한 제재에 직면할 것이라는 국제적인 압력에 굴복했다. IOC는 사우디아라비아의 여자 선수들이 올림픽 예선 기준을 충족하지 않아도 된다고 결정했다.
아타르가 사우디아라비아에서 이슬람교의 샤리아 율법을 준수하는 러닝복을 입을 것으로 예상했다. 미국에서 탱크 톱과 반바지로 구성된 전형적인 러닝복을 입고 머리를 쓰개로 덮지 않은 채로 훈련을 하던 아타르의 사진들은 그가 다니던 대학교 육상부와 크로스컨트리 달리기 웹사이트를 포함한 인터넷에서 삭제되었다. 아타르와 그의 어머니는 긴 소매와 긴 바지와 함께 그가 경쟁하기 위해 머리와 목을 덮는 덮개를 만들었다. 하지만 아타르는 미국에서 생활하던 동안에 히잡이나 아바야를 쓰지 않고 훈련했다.
사우디아라비아에서 여성 스포츠에 대한 연구를 발표한 사우디아라비아의 학자인 알리 알아흐메드는 "(2012년 런던 하계 올림픽에서) 여성 선수들의 존재는 사우디아라비아가 외부의 비난을 피할 수 있게 해주었기 때문에 상황을 더 악화시켰다."고 지적했다. 그러나 사우디아라비아의 보수적인 종교 성직자들은 사우디아라비아의 여성들이 관중 스포츠에 참여하는 것이 도덕적 타락, 처녀성 상실, 레즈비언주의로 이어질 수 있다고 주장하고 이를 강력히 반대한다는 판결을 내렸다.

### 2012년 하계 올림픽
2012년 런던 하계 올림픽 개막식 선수단 입장에 참가했던 사우디아라비아 선수단의 2명뿐인 여자 선수인 아타르와 샤헤르카니는 다른 이슬람 세계 국가 선수단의 여자 선수들과 달리 남자 동료 선수들 뒤에서 걷도록 강요받았다.
아타르는 올림픽 예선을 통과하지 못한 채 여자 800m에 출전했다. 그는 고등학교 시절에 단 한 번만 멀리서 경쟁했지만 대학교를 다닌 이후로는 그렇지 않았다. 그는 "800m는 좋은 선택이었어요. 왜냐하면 저는 5,000m나 뭐 그런 것에 겹치지 않을 테니까요."라고 말했다.
아타르는 2012년 8월 8일에 열린 여자 육상 800m 예선 6차전에 출전했다. 2분 44.95초를 기록한 그는 2분 01.04초를 기록한 케냐의 자네스 젭코스게이에게 크게 밀려 최하위를 기록했다. 그는 150미터 앞서 결승선을 통과한 가장 가까운 경쟁자보다 30분 이상 느리게 끝냈다. 아타르가 결승선을 통과하자 수백 명의 관중들이 서서 박수를 쳤다. 하지만 그의 올림픽 참가는 사우디아라비아에서 단 1편뿐인 신문에서만 언급했는데 외부의 비판을 받았다.

### 2016년 하계 올림픽
아타르는 2016년 리우데자네이루 하계 마라톤에서 사우디아라비아 대표로 참가했다. 그는 다시 와일드카드로 출전했기 때문에 표준 올림픽 예선 시간을 맞출 필요가 없었다. 또한 올림픽에 2번 출전한 사우디아라비아 최초의 여자 선수이기도 하다. 그의 최고 마라톤 기록은 2015년 시카고 마라톤에서 나온 3시간 11분 27초였는데 이는 올림픽 예선 기록보다 26분 느렸다. 그러나 사우디아라비아 올림픽 위원회 공식 웹사이트는 아타르를 비롯한 사우디아라비아의 여자 국가대표 선수들의 이름을 밝히지 않았다.
아타르는 2012년 하계 올림픽과 마찬가지로 긴 소매에 긴 바지를 입고 완주했지만 이번에는 히잡 대신 야구 모자를 썼다. 그는 케냐 출신의 금메달리스트인 제미마 숨공에게 52분 뒤진 3시간 16분 11초를 기록했는데 해당 코스를 완주한 133명의 여자 선수들 가운데 132위로 마라톤을 완주했다.

### 올림픽 이후의 대회
아타르는 2018년 시카고 마라톤에서 3시간 7분 16초를 기록하면서 완주했다. 같은 해에 열린 휴스턴 하프 마라톤에서는 1시간 26분 47초로 자신의 개인 최고 기록을 향상시켰다. 이 기록들은 모두 사우디아라비아 최고 기록이기도 하다.

## 사생활
아타르는 과거에 여자 선수들을 홍보하고 지원하는 미국의 러닝복 기업인 우아젤의 후원을 받았다.